# 史上最大の作戦 (アルバム)
『史上最大の作戦』は、原田実とワゴン・エースのアルバム。1963年2月に東芝音楽工業からリリースされた。

## 収録曲
Side 1
1. 史上最大の作戦
2. 三軍曹マーチ
3. 気球船探検
4. 騎兵隊マーチ
5. ナバロンの要塞

Side 2
1. クワイ河マーチ
2. 黄色いリボン
3. 悲しき兵士の物語
4. リバティ・バランスを射った男
5. バッファロー大隊マーチ

## パーソネル
原田実とワゴン・エース
- 原田実（スティール・ギター、編曲）